# 五穀神社
五穀神社（ごこくじんじゃ）は、福岡県久留米市通外町58番地にある神社。豊宇気比売神（とようけひめのかみ）を主祭神とし、相殿に稲次因幡正誠公（いなつぎいなばまさざねこう）を祀る。東芝の創業者である田中久重ゆかりの神社である。神社本庁包括の神社。
境内の一角にある「郷学の森」には久留米市出身の著名人6人（井上伝・田中久重・倉田泰蔵・石橋正二郎・石橋徳次郎・楢橋渡）の胸像が設置されている。

## 交通アクセス
- 西鉄久留米駅より徒歩10分
- 西鉄バス久留米五穀神社前バス停

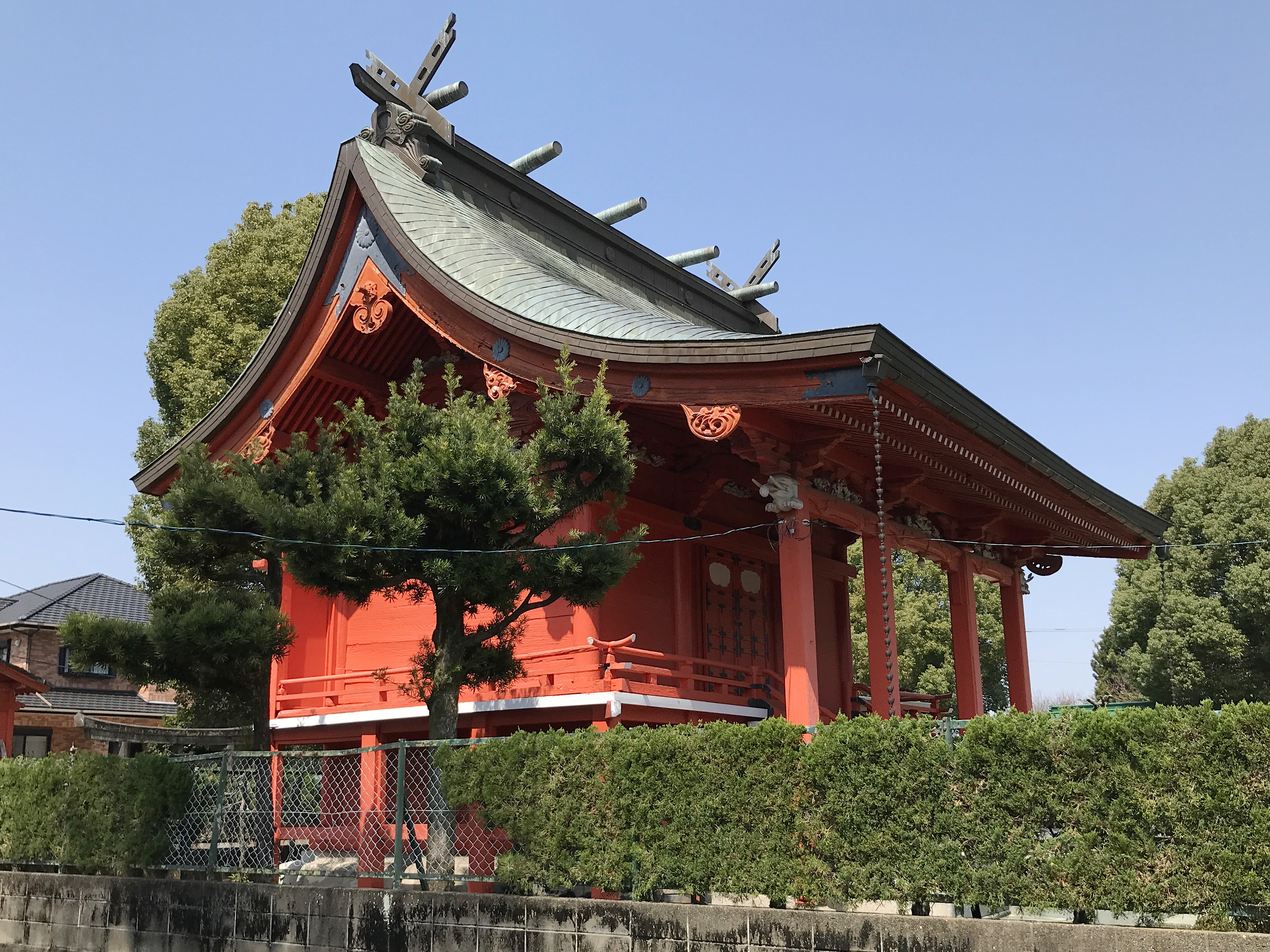
本殿
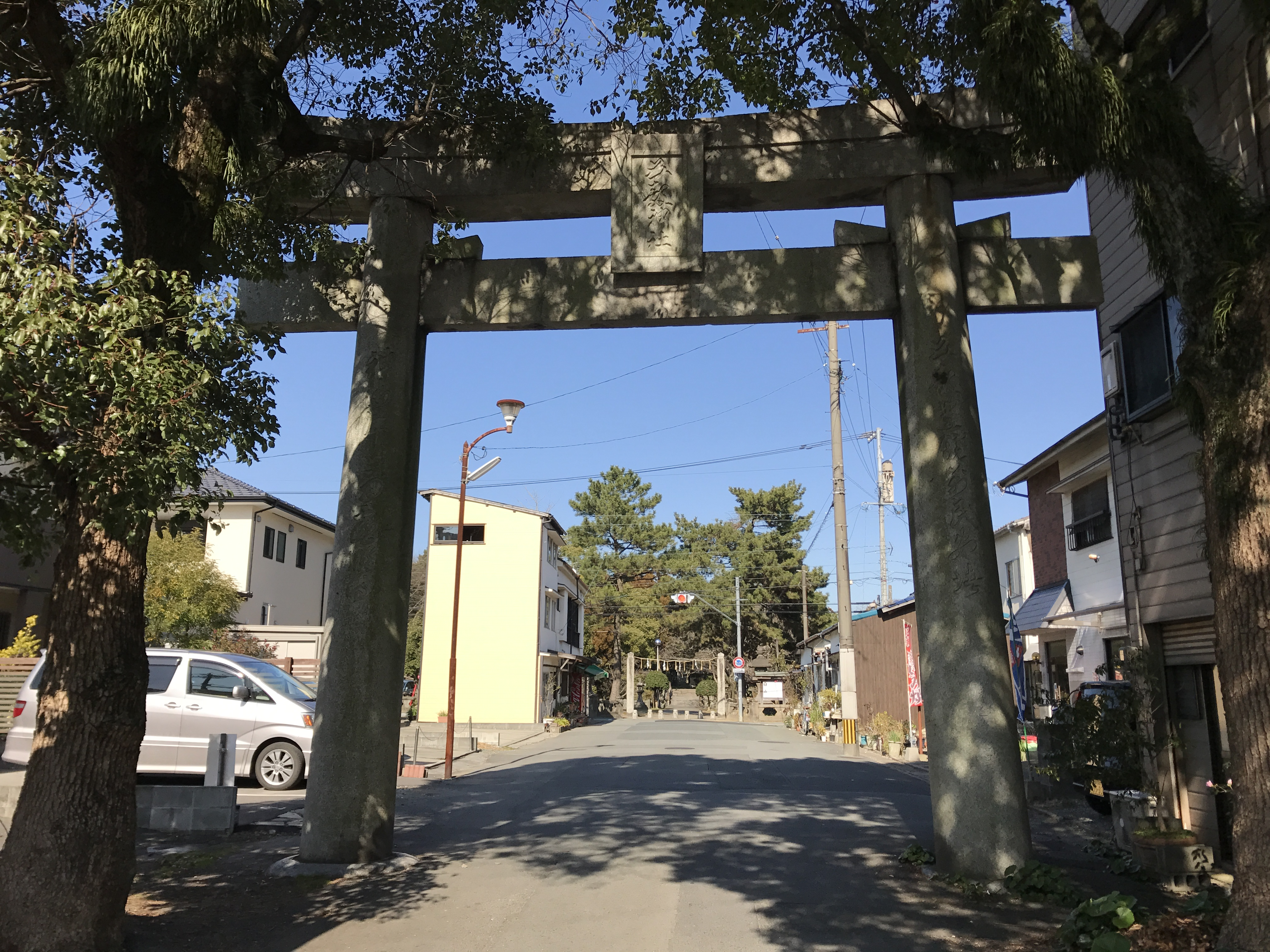
一の鳥居
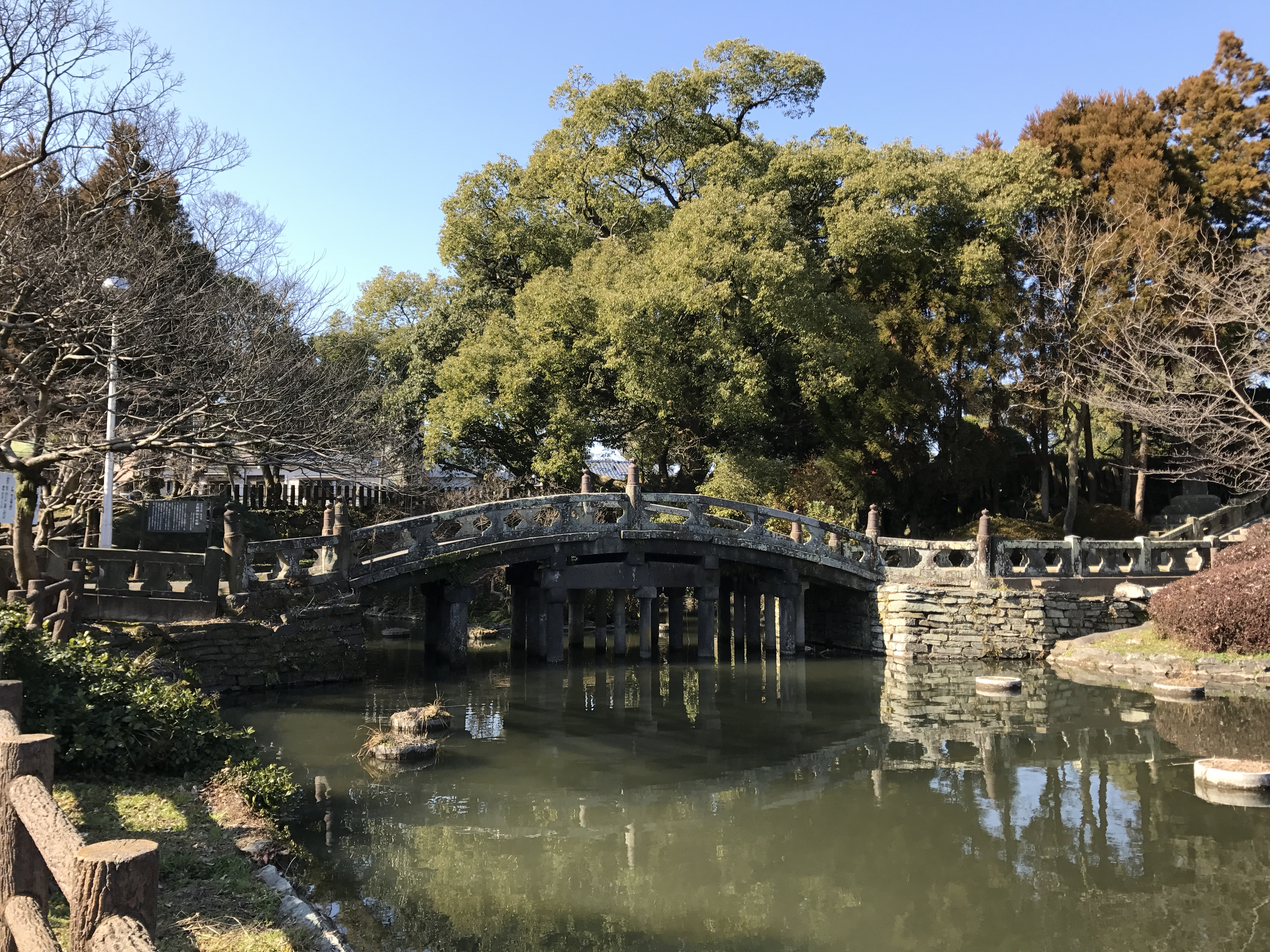
神池および石橋、横から
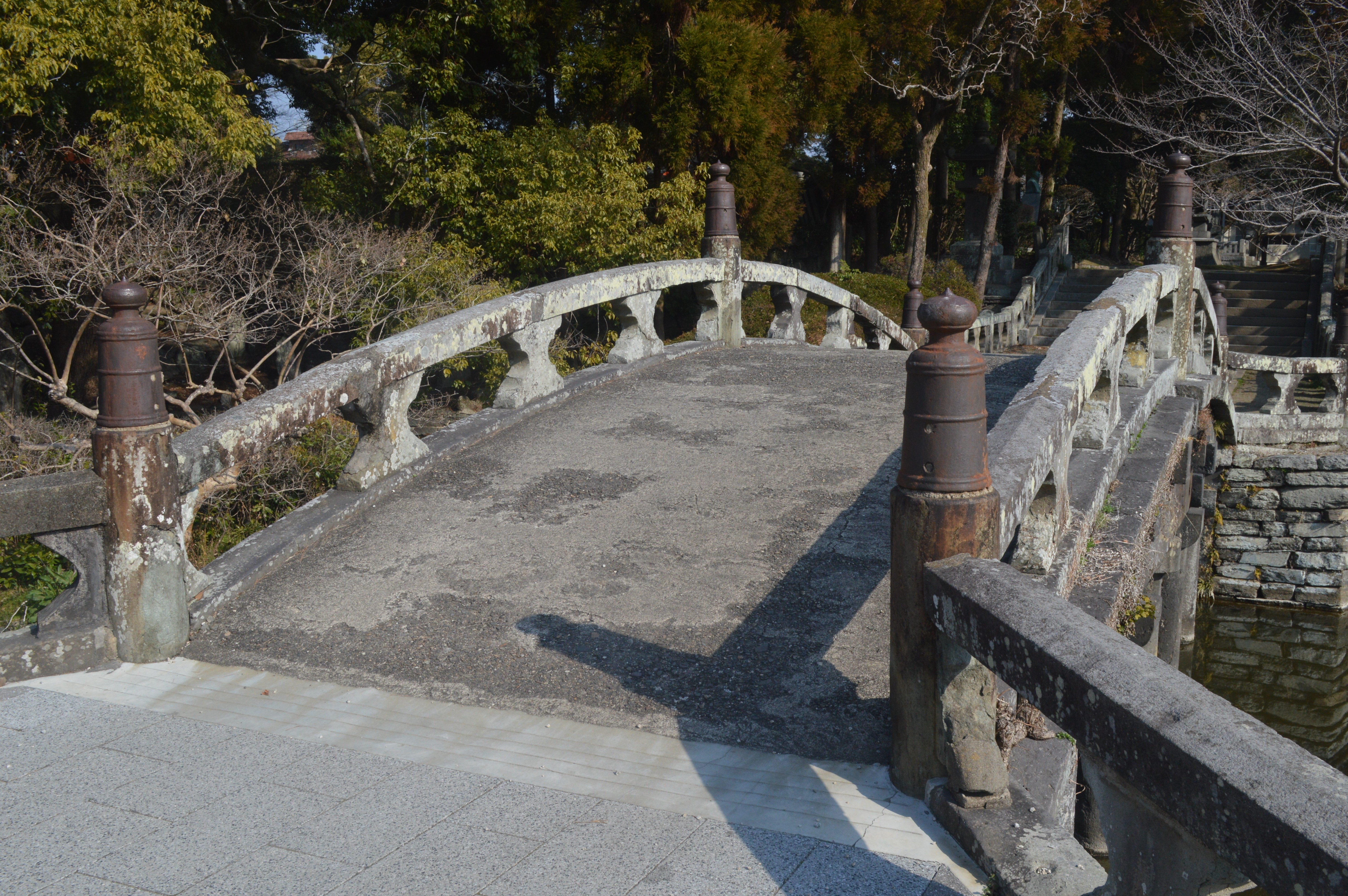
石橋、袂から